# Nozelos
Nozelos ist ein Ort und eine ehemalige Gemeinde (Freguesia) im portugiesischen Kreis Valpaços. Der Ort hatte (vor der Eingemeindung) 111 Einwohner (Stand 30. Juni 2011).
Am 29. September 2013 wurden die Gemeinden Nozelos, Fiães und Lebução zur neuen Gemeinde Lebução, Fiães e Nozelos zusammengeschlossen.